# Pretties for You
Pretties for You utkom 1969 och är Alice Coopers första album. Alice Cooper syftade vid den här tiden både på bandet och dess sångare. Musiken på albumet drar mer åt det psykedeliska hållet än det hårdrockssound de senare skulle utveckla. Det gavs ut på Frank Zappas bolag Straight Records.

## Låtlista
1. "Titanic Overture" - 1:12
2. "Ten Minutes Before the Worm" - 1:39
3. "Swing Low, Sweet Cheerio" - 5:42
4. "Today Mueller" - 1:48
5. "Living" - 3:12
6. "Fields of Regret" - 5:44
7. "No Longer Umpire" - 2:02
8. "Levity Ball" - 4:39
9. "B.B. on Mars" - 1:17
10. "Reflected" - 3:17
11. "Apple Bush" - 3:08
12. "Earwigs to Eternity" - 1:19
13. "Changing, Arranging" - 3:03

## Medverkande
- Alice Cooper - sång, munspel
- Glen Buxton - gitarr
- Michael Bruce - gitarr, piano, orgel, sång på "Sing Low, Sweet Cheerio"
- Dennis Dunaway - bas
- Neal Smith - trummor